# 饒河県
饒河県（じょうが-けん）は中華人民共和国黒竜江省双鴨山市に位置する県。県人民政府駐の所在地は饒河鎮。国家級貧困県に指定されている。

## 地理
アムール川(黒竜江)支流の一つであるウスリー川(烏蘇里江)が東部沿いに流れている。対岸はロシア・極東連邦管区に属するハバロフスク地方のビキンスク地区（ビキン）と接している。
また、本県北部の行政区境は同じ黒竜江省のジャムス市撫遠市と接している。

## 歴史
県名は県内を流れる饒力河に由来する。明代は諾雷河・諾羅河とも表記され、満州語で「鳥の多い場所」を意味するノロが転訛したものである。
周代は粛慎、前漢から西晋にかけては挹婁の居住地であり、唐代は渤海の勢力下に置かれ、金代は上京恤品路、元代は水達達路、明代は奴児干都司の管轄とされた。
清初は寧古塔将軍三姓副都統の管轄とされたが、1908年（光緒34年）に新設された密山府に移管され、1909年（宣統元年）6月2日に饒河県が新設された。
1960年1月7日に虎林県と合併して虎饒県となり一度消滅したが、1964年10月10日に虎饒県の分割により再設置された。

## 行政区画
4鎮、4郷、1民族郷を管轄：
- 鎮：饒河鎮、小佳河鎮、西豊鎮、五林洞鎮
- 郷：西林子郷、大佳河郷、山里郷、大通河郷
- 民族郷：四排ホジェン族郷

## 交通

### 道路
- 省道
  -  210省道
  -  211省道
  -  307省道

## 健康・医療・衛生
- 饒河県人民医院

## 国境検問所
- 饒河口岸